# Devant la beauté de la nature
Devant la beauté de la nature est un essai d’Alexandre Lacroix paru en 2018 chez Allary Éditions.

## Thèmes

### Un traité d'esthétique environnementale
L’essai se présente comme une enquête pluridisciplinaire autour d’une question : pourquoi les êtres humains entretiennent-ils avec la nature un rapport non pas seulement utilitaire, mais aussi de contemplation, d’admiration ? En d’autres termes : pourquoi les humains aiment-ils les couchers de soleil, les bords de mer ou le ciel étoilé ?
Dans les traités d’esthétique du XVIIIe siècle, chez des philosophes comme Alexander Baumgarten (inventeur du terme « esthétique») ou Emmanuel Kant, il n’y avait pas de distinction entre la beauté de la nature et des œuvres d’art. En effet, selon la perspectibe monothéiste, la nature était elle-même conçue comme une œuvre d’art, un artefact créé par Dieu. Il fallut l'affaiblissement de l’explication religieuse du monde pour qu’une séparation des deux genres de beauté intervienne. 
En 1818, au début du cours monumental qu’il lui consacre, Hegel explique que l’Esthétique comme discipline doit traiter exclusivement du beau artistique, à l’exclusion du beau naturel. Cette recommandation du philosophe idéaliste allemand a un retentissement tel que, jusqu’à nos jours, l’esthétique s’apparente à un discours spécialisé sur l’art.
Il faudra attendre environ un siècle et demi pour que l’interdit hégélien soit remis en question. En 1966, le philosophe britannique Ronald Hepburn publie un article intitulé « L’esthétique contemporaine et l’oubli de la beauté naturelle », où il appelle les philosophes à s’emparer de ce sujet délaissé. S’est alors constituée, dans le monde universitaire anglo-américain, un champ de recherche à part, peu connu, l’« esthétique environnementale ».

## Accueil critique
L'ouvrage fait l'objet de comptes rendus positifs, ou de mentions, dans des revues très diverses, mettant en avant notamment le caractère à la fois philosophique et sensuel de l'enquête effectuée,,,.
Corinne Keles, écrivant dans L'inFO militante, publication du syndicat Force Ouvrière, résume ainsi le propos d'Alexandre Lacroix : « L’auteur utilise son expérience personnelle et de nombreuses références littéraires pour introduire une réflexion philosophique sur notre rapport à la nature. La modernité aurait pu nous éloigner d’elle mais elle reste une force primaire qui nous dépasse, nous éblouit, nous effraie. ».
Pour Lucas Sarafian, l'essai d'Alexandre Lacroix, « qui est aussi une forme d’alerte sur le sens de l’existence humaine si le contact avec la nature disparaît, prend (...) des allures de manifeste écologique ponctué par la pensée de Kant, Rousseau, mais aussi Woolf, Turner ou Rimbaud. ».